# Toxomerus arcifer
Toxomerus arcifer är en tvåvingeart som först beskrevs av Friedrich Hermann Loew 1866.  Toxomerus arcifer ingår i släktet Toxomerus och familjen blomflugor. Inga underarter finns listade i Catalogue of Life.